# Hoterodes flavicaput
Hoterodes flavicaput là một loài bướm đêm trong họ Crambidae.